# Calosoma maderae
Calosoma maderae es una especie de escarabajo del género Calosoma, familia Carabidae. Fue descrita científicamente por Fabricius en 1775.
Mide de 25 a 35 milímetros (0,98 a 1,38 pulgadas) de largo.
Esta especie se encuentra en se encuentra en países africanos como Argelia, Islas Canarias, Marruecos y Túnez, también en países asiáticos como Armenia, Georgia, Irán, Nepal, Pakistán y Cachemira. En Europa se encuentra en Croacia, Francia, Grecia, Irán, Italia, Madeira, Rusia, Granada y España.